# Czechosłowacki Medal za Odwagę w Obliczu Nieprzyjaciela
Czechosłowacki Medal za Odwagę w Obliczu Nieprzyjaciela (cz. Československá medaile Za chrabrost před nepřítelem) – czechosłowackie odznaczenie wojenne.

## Historia
Odznaczenie zostało ustanowione dekretem nr 5/1940 prezydenta Czechosłowacji w Londynie w dniu 20 grudnia 1940 roku dla wyróżnienia obywateli Czechosłowacji za wykazaną osobistą odwagę w czasie bezpośrednich walk z nieprzyjacielem, zarówno na terenie Czechosłowacji, jak również zagranicą.
Odznaczenie zostało potwierdzone dekretem Ministra Obrony Narodowej w dniu 7 marca 1946 roku nr 42/1946, który potwierdził jego wcześniejszy statut. W dniu 18 stycznia 1949 roku dekretem rządowym nr 30/1949 zmieniono jego statut i zgodnie z nim mógł być nadawany także cudzoziemcom walczącym wspólnie z oddziałami czechosłowackimi lub na terenie Czechosłowacji, ponadto mogło być ono nadawane jednostkom wojskowym, grupom partyzanckim i innym zbiorowościom, które wykazały się odwagą w obliczu wroga.
Odznaczenie posiada jeden stopień i może być nadawane wielokrotnie, przy czym kolejne nadania są zaznaczane przez dodanie okucia w postaci wykonanej z brązu gałązki lipy umieszczonej na wstążce orderowej.

## Zasady nadawania
Odznaczenie początkowo było nadawane wyłącznie obywatelom Czechosłowacji za wykazane czyny odwagi w bezpośrednich walkach z nieprzyjacielem, zarówno na terenie Czechosłowacji, jak i za granicą.
Od 1949 roku, po zmianie jego statutu, odznaczenie nadawane było także cudzoziemcom, którzy walczyli wspólnie z oddziałami czechosłowackimi i wykazali się odwagą w obliczu wroga. Ponadto odznaczenie mogło być nadawane jednostkom wojskowym, grupom ruchu oporu lub innym zbiorowościom za wykazane czyny odwagi w czasie bezpośrednich walk z nieprzyjacielem.

## Opis odznaki
Odznaczenie zostało wykonane z brązu, istnieje kilka jego wersji różniących się rodzajem materiału, z którego zostały wykonane, zależnie od miejsca jego wybicia; pierwsze wersja pochodzi z Londynu (wybita w latach 1940–1941), I wydanie praskie (1945), II wydanie praskie (1945–1947) z niewielkimi różnicami w rysunku (grubość liter, ostrość rysunku). Odznaka jest okrągła i ma średnicę 33 mm.
Na awersie w środku odznaki znajdują się rysunek głowy lwa z herbu Czechosłowacji, obok niej jest krzyż lotaryński z herbu Słowacji. Na ten rysunek nałożony jest miecz skierowany ostrzem w górę. W górnej części znajduje się wstęga z napisem ZA CHRABROSŤ (pol. Za Odwagę). W dolnej części znajduje się wieniec z lipowych liści.
Na rewersie odznaki w środku znajduje się napis PRAVDA VÍTĚZÍ (pol. Prawda Zwycięży) i data 1939. Poniżej jest wieniec z lipowych liści, identyczny jak na awersie.
Medal zawieszony jest na wstążce o szerokości 38 mm podzielonej na jedenaści pasków, kolejno: czerwony o szer. 4,5 mm, biały – 1 mm, niebieski – 9 mm, biały – 1 mm, czerwony – 3 mm, biały – 1 mm, czerwony – 3 mm, biały – 1 mm, niebieski – 9 mm, biały – 1 mm i czerwony – 4, 5 mm.

## Baretki
| nadanego pierwszy raz | nadanego dwukrotnie | nadanego trzykrotnie | nadanego czterokrotnie |